# 俺達のプロレス〜おいっ!リングへあがれ!!〜
『俺達のプロレス〜おいっ!リングへあがれ!!〜』（おれたちのプロレス〜おいっ!リングへあがれ!!〜）は、日本の→フィーチャーフォン向けゲーム。開発はテレビ朝日およびサイバーエージェント。2011年1月4日配信開始。

## 概要
テレビ朝日の持つコンテンツでモバイルゲームを開発するシリーズの一つとして開発されたプロレスゲームで、アメーバピグなどとの連動も行った。「Amebaモバイル」専用のブラウザゲーム。2010年12月27日に『俺達のプロレス』β版先行リリース。2011年1月4日に本ローンチ。2013年12月4日サービス終了。基本プレイ無料、アイテム課金制だが、プレイするにはAmeba会員となる必要があった。
コマーシャルにはワールドプロレスの実況担当でもある、テレビ朝日アナウンサー・野上慎平が起用された（プロレスラー・飯塚に襲われる実際に試合映像のあと、ゲームで逆襲しようという内容）。

## システム
姿形や技のパーツを組み合わせてオリジナルレスラーを作り、遊ぶ対戦型プロレスゲーム。期間により相手が変わるコンピューター相手のシリーズが用意されており、勝つことによりボディパーツやコスチューム、回復アイテム、強化アイテムなどがもらえる。他プレイヤーとの対戦も可能。自分のレスラーを育成しながら、テレビ朝日の番組『ワールドプロレスリング』に登場したレスラーと対戦しながら、技を覚え、チャンピオンベルトを目指す。技は打・極・投の3種に分類され、3すくみの関係となっていた。また技は個別に「攻撃力」と「命中率」の2数値が設定されていた。怪我の要素もあり、患うと一定期間、いずれかの得意技が一定期間使用不能となった（アイテムにより回復可能）。
登場プロレスラーはサービス開始時で歴代レスラー約30名。
仲間システムがあり、他のプレイヤーにビンタすることで仲間ポイントが蓄積された（されることでもポイント加算）。
途中より軍団モードが搭載され、赤、青、黄、緑、桃いずれかの色の軍団にランダムで加入。軍団ごとの勝利数でアイテムが配布されるなどの要素が加わっていた。

## 主な登場キャラクター
ゲームキャラクターとしての名義で表記。おもにコンピューター側の刺客として登場。勝利して髪型やマスク、コスチュームなどパーツを集めることで、同じ容姿にもできた。
- 棚橋弘至
- 中邑真輔
- 後藤洋央紀
- 真壁刀義
- 小島聡
- 矢野通
- 三上恭佑
- 石井智宏
- タイガー・マスク
- 天山広吉
- 内藤哲也
- 高橋裕二郎
- 平澤光秀
- エルサムライ
- ジャイアント・バーナード
- 永田裕志
- 飯塚高史
- 矢野通
- 邪道
- 外道
- カール・アンダーソン
- キングファレ
- スーパー・ストロング・マシン
- プリンス・デイビッド
- 高橋広夢
- 金本浩二
- 田口隆祐
- グレート・ムタ
- 長州力
- 蝶野正洋
- 橋本真也
- 武藤敬司
- 山本小鉄（コーチとして登場）[10]
- ともみ（アイテムショップキャラクター）

### 期間限定キャラクター
- 野上アナウンサー[11]
- 串刺し鬼[12]
- チョコがけくま鬼[13]
- キラーラビット[14]
- お願いレッド[15]